# August Wilhelm Iffland
August Wilhelm Iffland (Hannover, 1759 – Berlino, 1814) è stato un drammaturgo tedesco.

## Biografia
Era figlio di un archivista della cancelleria reale (in quel periodo il principe elettore di Hannover era anche re di Hannover e contemporaneamente era legato da Unione personale al re della Gran Bretagna) ed era stato destinato dai genitori allo studio della teologia. Nel 1777 tuttavia egli fuggi in segreto a Gotha, ove divenne un attore del teatro di corte. Qui fece amicizia con lo scrittore e poeta Friedrich Wilhelm Gotter, che fu suo consigliere, e con gli attori Konrad Ekhof, Heinrich Beck e Johann David Beil, che egli prese a modello.
Nel 1777 esordì al teatro di Gotha e dal 1779 fu in scena a Mannheim. Iniziato in Massoneria ad Amburgo, nel 1787 pubblicò una musica massonica intitolata Der Magnetismus. Amico ed anfitrione di Friedrich Schiller, interpretò Franz Moor e dal 1796 fu direttore del Nationaltheater, dove fece rappresentare commedie scritte da lui stesso, oltreché di Schiller. Nel 1811 divenne direttore generale dei teatri berlinesi, dove si distinse soprattutto per le messinscena sfarzose.
I suoi contemporanei, come Goethe, Schiller e Tieck, lo apprezzarono pubblicamente sia per le sue interpretazioni sia per le sue qualità di autore, di acuto osservatore della realtà e della società.